# Eldaresjuka
Eldaresjuka, även kallat värmesjuka och eldarekramp, är ett svaghetstillstånd som uppstår då någon svettas så mycket att salt och/eller vattenbrist uppstår (uttorkning). Vanligast är saltbrist eftersom svetten oftast enbart ersätts med vatten; saltbristen avhjälps med salttabletter.